# Elitserien 2001
Elitserien 2001 är ett ishockeyspel till Microsoft Windows från 2001 baserat på Elitserien i ishockey utvecklad av EA Sports. Spelet är ett tillägg till NHL 2001 bestående av lag från Elitserien och FM-ligan.

## Klubbar

### Elitserien

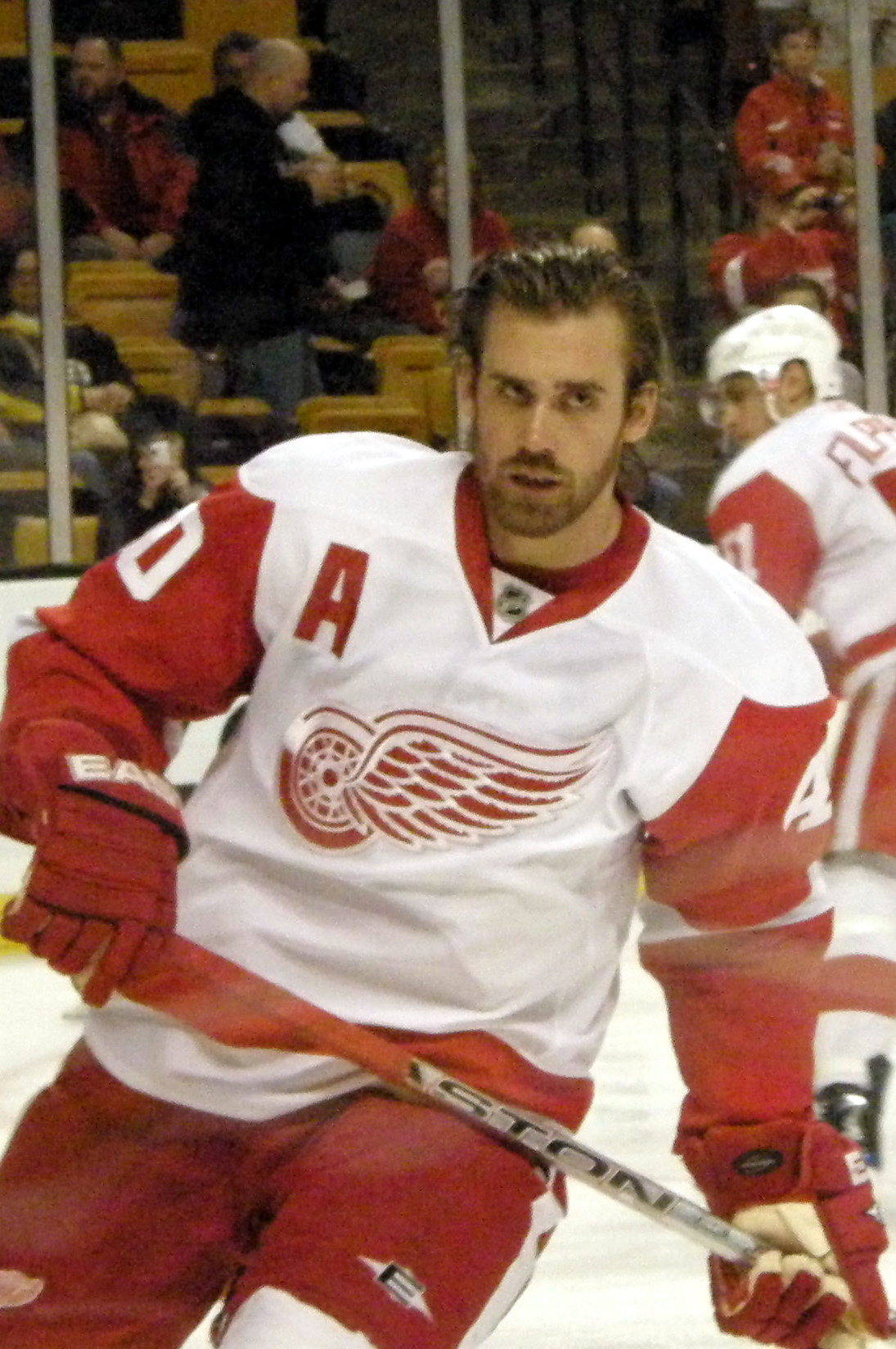
Henrik Zetterberg medverkar på spelets omslag i Sverige.

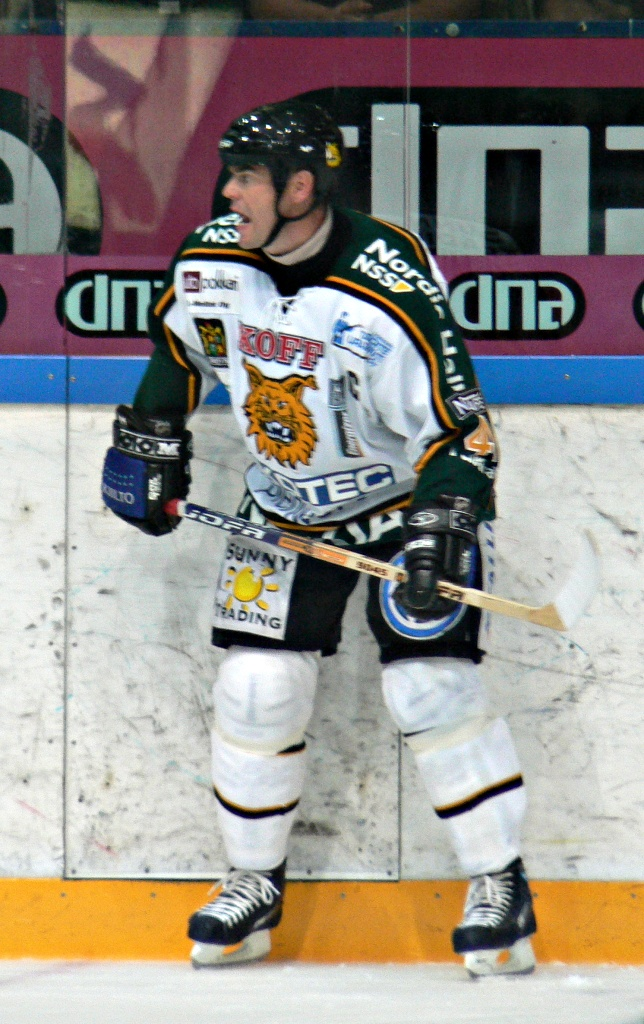
Raimo Helminen medverkar på spelets omslag i Finland.

Dessa klubbar spelade  Elitserien 2000/2001:
| - AIK - Brynäs IF - Djurgårdens IF - Färjestads BK | - HV71 - IF Björklöven - Leksands IF - Luleå Hockey | - Malmö IF - Modo - Timrå IK - Västra Frölunda HC |

### FM-ligan
Dessa klubbar spelade i FM-ligan 2000/2001
| - Espoo Blues - HPK - HIFK - Ilves | - Kärpät - Lukko - Pelicans - SaiPa | - Tappara - TPS Åbo - Jokerit - JYP - Ässät |

## Övrigt
- Spelet gavs ut både i Sverige och i Finland (med titeln SM-Liiga 2001) med olika omslag, den svenska omslaget har Henrik Zetterberg och på den finska omslaget representeras av Raimo Helminen.